# Mats Bergquist
Mats Fingal Thorwald Bergquist (* 5. September 1938 in London) ist ein ehemaliger schwedischer Politikwissenschaftler, Schriftsteller und Diplomat, der unter anderem zwischen 1987 und 1992 Botschafter in Israel und Zypern, von 1992 bis 1997 Botschafter in Finnland sowie zuletzt zwischen 1997 und 2004 Botschafter im Vereinigten Königreich war.

## Leben
Mats Fingal Thorwald Bergquist, war der Sohn des Politikers der Folkpartiet Thorwald Bergquist (1899–1972), der unter anderem Mitglied des Reichstages sowie 1936 und erneut von 1943 bis 1945 Justizminister Schwedens war, und Ingrid Chrysander.
Sein älterer Bruder war der Schriftsteller und Diplomat Lars Bergquist (1930–2022), der unter anderem zwischen 1982 und 1988 Botschafter in der Volksrepublik China und von 1988 bis 1993 Botschafter beim Heiligen Stuhl sowie zugleich in Malta und San Marino war. Er selbst begann nach dem Abitur (Studentexamen) ein Studium der Politikwissenschaft an der Universität Lund, welches er 1960 als Filosofie magister beendete. Im Anschluss war er zwischen 1961 und 1962 Angestellter beim Statskontoret, eine zum Finanzministerium (Finansdepartementet) gehörende staatliche Verwaltungsbehörde zur Bewertung und Nachverfolgung staatlicher und staatlich finanzierter Aktivitäten. Ein darauf folgendes postgraduales Studium an der Universität Lund schloss er 1964 mit einem Filosofie licentiat ab. Daraufhin trat er 1964 als Attaché in den diplomatischen Dienst des Außenministeriums (Utenriksdepartementet) und war zunächst zwischen 1964 und 1966 an der Botschaft im Vereinigten Königreich sowie daraufhin von 1966 bis 1968 an der Ständigen Vertretung bei den Vereinten Nationen in New York City tätig. Daraufhin war er zwischen 1968 und 1970 für sein Promotionsstudium an der Universität Lund beurlaubt und schloss dieses 1970 mit einem Filosofie doktor mit der Dissertation „Sverige och EEC. En statsvetenskaplig studie av fyra åsiktsriktningars syn på svensk marknadspolitik 1961–1962“ beendete, in der er sich mit vier Standpunkten zur schwedischen Marktpolitik in den Jahren 1961 und 1962 sowie den Beziehungen zur Europäischen Wirtschaftsgemeinschaft (EWG) befasste. Nachdem er 1970 einige Zeit als Dozent für Politikwissenschaften an der Universität Lund lehrt, kehrte er ins Außenministerium zurück und fand dort Verwendungen bis 1976. Im Anschluss war er von 1976 bis 1981 Botschaftsrat (Ambassadråd) an der Botschaft in den USA und daraufhin zwischen 1981 und 1987 Ministerialrat (Departementsråd) in der Politischen Abteilung des Außenministeriums sowie zuletzt von 1985 bis 1985 stellvertretender Leiter dieser Abteilung.
1987 löste Bergquist Sven Hirdman als Botschafter in Israel mit Amtssitz in Tel Aviv ab und war als solcher bis zu seiner Ablösung durch Carl-Magnus Hyltenius 1992 zugleich als Botschafter in Zypern akkreditiert. Er selbst übernahm daraufhin 1992 von Knut Thyberg den Posten als Botschafter in Finnland und hatte diesen bis zu seiner Ablösung durch Kerstin Asp-Johnsson 1997 inne. Zuletzt wurde er 1997 als Nachfolger des am 5. November 1996 im Dienst verstorbenen Lars-Åke Nilsson Botschafter im Vereinigten Königreich und bekleidete dieses Amt bis zu seinem Eintritt in den Ruhestand 2004, woraufhin Staffan Carlsson seine dortige Nachfolge antrat.
Mats Bergquist war zwei Mal verheiratet, und zwar in erster Ehe von 1968 bis zu deren Tode 1979 mit Marianne Lübeck (1940–1979), Tochter des Bauingenieurs Sten Lübeck und Lily Hulthén. 1991 heiratete er in zweiter Ehe Agneta Lorichs (* 1950), Tochter des Ingenieurs Stig Lorichs und Inger Ståhle Maul.

## Veröffentlichungen
- Sverige och EEC. En statsvetenskaplig studie av fyra åsiktsriktningars syn på svensk marknadspolitik 1961–1962, („Schweden und die EWG. Eine politikwissenschaftliche Studie über vier Standpunkte zur schwedischen Marktpolitik 1961–1962.“), Dissertation, Universität Lund 1970
- Säkerhetspolitiska framtidsalternativ, („Sicherheitspolitische Zukunftsalternativen“), Mitautoren Nils Andrén und Sven Hellman, 1974
- Krig och surrogatkrig, („Krieg und Ersatzkrieg“), 1976
- Politisk terrorism, („Politischer Terrorismus“), Mitautor Per Jönsson, 1978
- Diplomati o historia, („Diplomatie und Geschichte“), Mitherausgeber Wilhelm Carlgren, 1984
- Utrikespolitik och historia, („Außenpolitik und Geschichte“), Mitherausgeber A. W. Johansson und Krister Wahlbäck, 1987
- Maktbalans o avskräckning, („Gleichgewicht von Macht und Abschreckung“), 1988
- Konflikt utan ände?, („Konflikt ohne Ende?“), 1993
- Från kallt krig till ljummen fred. Diskussionen om systemskiftet i internationell politik efter 1989, („Vom Kalten Krieg zum lauen Frieden. Die Diskussion des Systemwechsels in der internationalen Politik nach 1989“), 1997
- Fred och säkerhet i tider av förändring. Essäer om utrikes- och säkerhetspolitik, („Frieden und Sicherheit in Zeiten des Wandels. Essays zur Außen- und Sicherheitspolitik“), Mitautor Krister Wahlbäck, 2014